# Agave petiolata
Agave petiolata ist eine Pflanzenart aus der Gattung der Agaven (Agave).

## Beschreibung

### Vegetative Merkmale
Agave petiolata wächst mit stammbildenden Rosetten deren Stamm nicht länger als 1 Meter wird und die vermutlich sprossen. Ihre blau-glauken, lanzettlichen, allmählich zugespitzten Laubblätter sind an ihrer Basis ziemlich plötzlich zu einem langen Hals zusammengezogen. Die Blattspreite ist etwa 110 Zentimeter lang und 17 Zentimeter breit. Der Blattrand ist fast gerade. An ihm befinden sich 5 Millimeter lange Randzähne, die 15 bis 30 Millimeter (selten bis zu 50 Millimeter) voneinander entfernt stehen. Die schmal dreieckigen, geraden oder unterschiedlich gebogenen Randzähne entspringen einer 5 bis 10 Millimeter breiten, halbrunden Basis und sind gelegentlich auf abrupten grünen Vorsprüngen erhaben. Der kastanienbraune, nadelförmige, zu seiner Spitze hin glatte sowie  polierte und auf der Unterseite körnig aufgeraute Enddorn ist etwas hin- und hergebogen. Bis zu seiner Mitte oder darüber hinaus ist er rund gefurcht. Der Enddorn ist 25 bis 60 Millimeter lang und kurz herablaufend.

### Blütenstände und Blüten
Über den Blütenstand ist nichts bekannt. Die Blüten sind 35 bis 40 Millimeter lang. Die Zipfel sind 15 Millimeter lang. Die offen Blütenröhre weist eine Länge von 5 Millimeter auf. Der spindelförmige Fruchtknoten ist 15 Millimeter lang.

### Früchte und Samen
Über die Früchte und Samen ist ebenfalls nichts bekannt.

## Systematik und Verbreitung
Agave petiolata ist auf Curaçao verbreitet.
Die Erstbeschreibung durch William Trelease wurde 1913 veröffentlicht.

## Nachweise